# Mozilla Add-ons
Mozilla Add-ons es la página web oficial de Mozilla Foundation para que actúe como un repositorio de complementos de software de Mozilla, incluyendo Mozilla Firefox, Mozilla Thunderbird, SeaMonkey y Mozilla Sunbird. Estos complementos incluyen extensiones, temas, diccionarios, barra de búsqueda «motores de búsqueda», y plugins. Debido a su nombre de dominio addons.mozilla.org, el sitio es también conocido informalmente como AMO.
En contraste con mozdev.org que ofrece alojamiento gratuito para proyectos relacionados con Mozilla, Mozilla Add-ons está dirigido a los usuarios finales, no sólo a los desarrolladores de software. Muchas aplicaciones de Mozilla contienen enlaces directos al sitio web, y la configuración de la encuesta para las actualizaciones de las extensiones y de la propia aplicación. Firefox 3 incluye funciones para recuperar y exhibir el contenido de la página web en el Administrador de complementos.
El 30 de enero de 2008, se anunció que más de 600 millones complementos se habían descargado desde el sitio y que más de 100 millones de complementos comprobaban automáticamente el sitio de actualizaciones cada día.

## Historia
Anteriormente, Mozilla Add-ons era conocido como Mozilla Update (o UMO , como el nombre de host se update.mozilla.org). El sitio sufrió varios cambios en su primer lanzamiento y que se convierta en AMO.
- Una de las principales reescritura de las páginas públicas se inició el 4 de abril de 2006.
- Una actualización visual de las páginas de Firefox se lanzó el 24 de octubre de 2006, coincidiendo con el lanzamiento del nuevo diseño Firefox 2 y el nuevo diseño de la mozilla.com
- Una reescritura completa tanto de los desarrolladores y las páginas públicas, con nombre en código Remora,[5] fue lanzado el 23 de marzo de 2007.
- Otro refresco visual ", Remora 3.2", fue lanzado en la primavera de 2008.